# Шпаєр
Шпа́єр (нім. Speyer) — місто земельного підпорядкування в Німеччині, в землі Рейнланд-Пфальц.
Розташоване на берегах Рейну (регіон Рейн-Неккар). Населення міста становить 50 741 осіб (станом на 31 грудня 2020).

## Назва

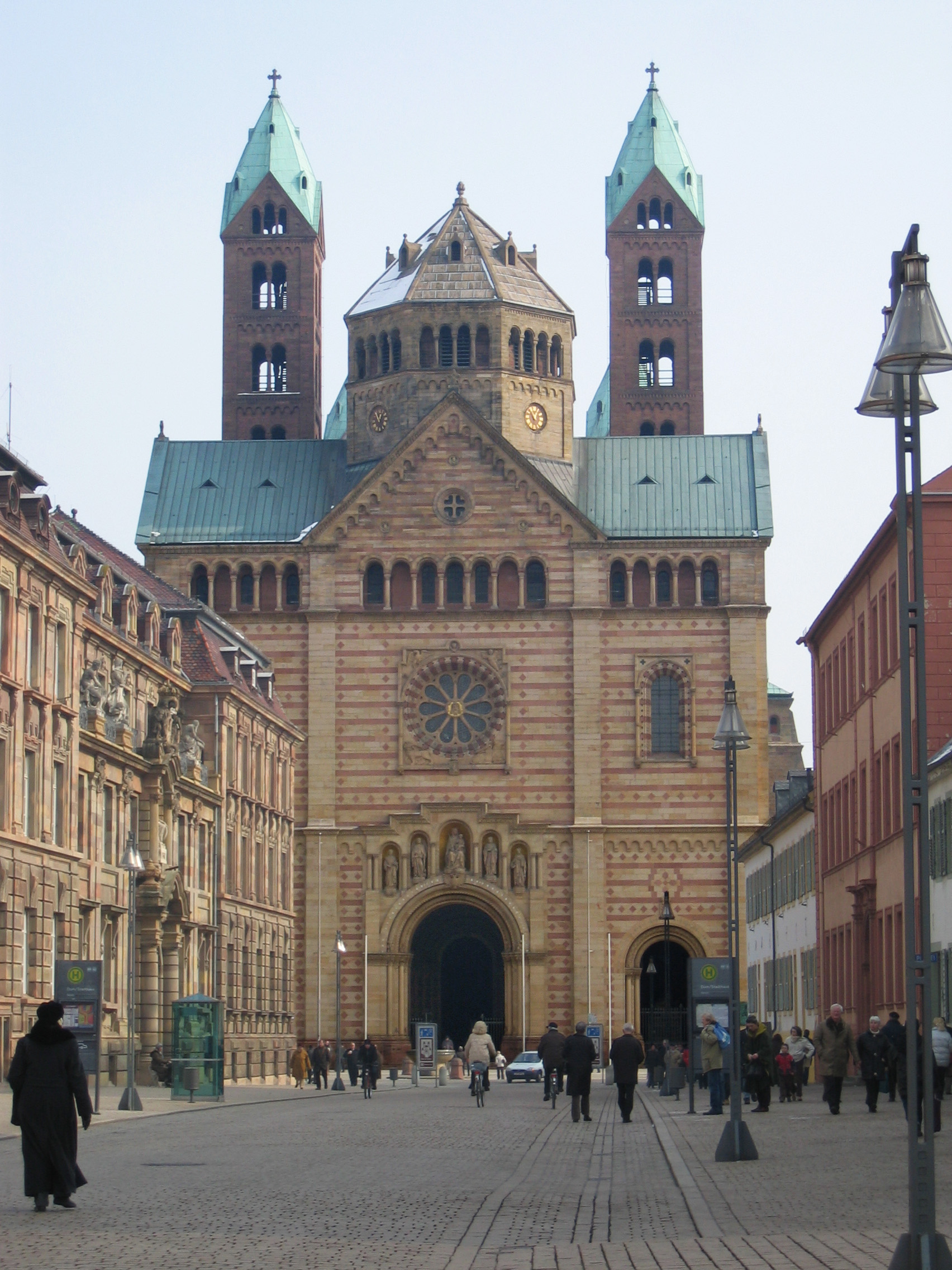
Шпаєрський собор, об'єкт культурної спадщини ЮНЕСКО

Археологічні дані дозволяють припускати, що місто було заселено кельтами 500 років до н. е. Спочатку мало назву Новіомаг (Noviomagus), пізніше, в епоху римлян, місто було відоме під назвою Аугуста Неметум і Цивітас Неметум (місто племені Неметер), за ім'ям німецького племені, що населяло цю область. У VI столітті місто отримало ім'я Шпіра (Spira) від назви річки Шпаєрбах (Speyerbach), що протікає містом.
У Середньовіччя Шпаєр був важливим торговельним, освітнім, культурним осередком.

## Географія
Шпаєр розташований у Верхньорейнській низовині за 20 км на південь від Людвігсгафена і Мангайма й за 34 км на північ від Карлсруе, на місці впадіння річки Шпаєрбах до Рейну. На протилежному боці, відповідно, на схід від річки розташовано поселення Зігельгайн (нім. Siegelhain), яке належить до Гоккенгайму.

## Історія
- 10 до н. е. — заснування римського воєнного табору на території Шпаєра;
- 346 — перша згадка єпископа міста;
- 496 до 506 — перша поява імені «Шпіра»;
- 1030 — імператор Священної Римської імперії Конрад II починає зведення Шпаєрського собору. Донині це найбільша церква в романському стилі, що збереглась, з 1981 року — об'єкт всесвітньої культурної спадщини ЮНЕСКО;
- 1076 — імператор Генріх IV здійснює зі своєї столиці Шпаєр знаменитий похід до Каносси;
- 1096 — відомий єврейський погром під час першого хрестового походу;
- 1294 — Шпаєр втрачає свої колишні столичні права й стає вільним містом Священної Римської імперії;
- 1529 — на з'їзді в Шпаєрі представники лютеранських німецьких князівств висловлюють протест проти антиреформаційної резолюції. Звідси поняття протестантизм;
- 1689 — місто сильно зруйнували французькі загони;
- Між 1792 та 1814 рр. Шпаєр під французьким управлінням;
- 1990 — Шпаєр святкує своє 2000-ліття;
- 1991 — Музей техніки у Зинсхаймі відкриває свою філію у Шпаєрі.

## Адміністративний устрій
Місто поділяється на 4 міські райони.

## Персоналії
- Конрад II (990—1039) — імператор Священної Римської імперії з 1024 до 1039 року
- Георг Кольб (1800—1884) — німецький статистик і публіцист
- Ансельм Фейєрбах (1829—1880) — німецький історичний живописець
- Ойген Єгер (1842—1926) — економіст і публіцист.

## Міста-побратими
- Шартр (Франція)
- Равенна (Італія)
- Гнєзно (Польща)
- Явне (Ізраїль)
- Каренгера (Руанда)

## Галерея

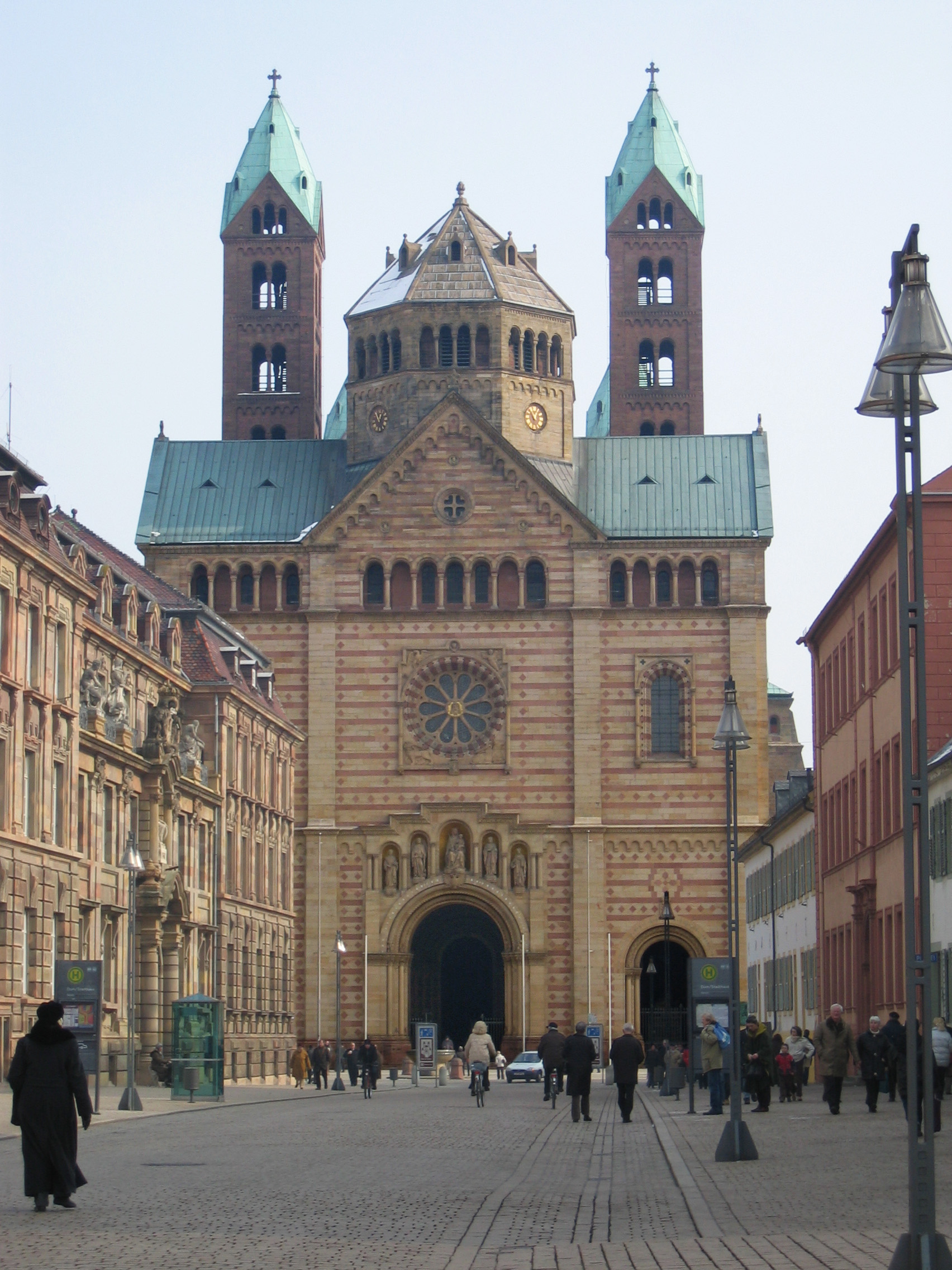
Шпаєрський собор
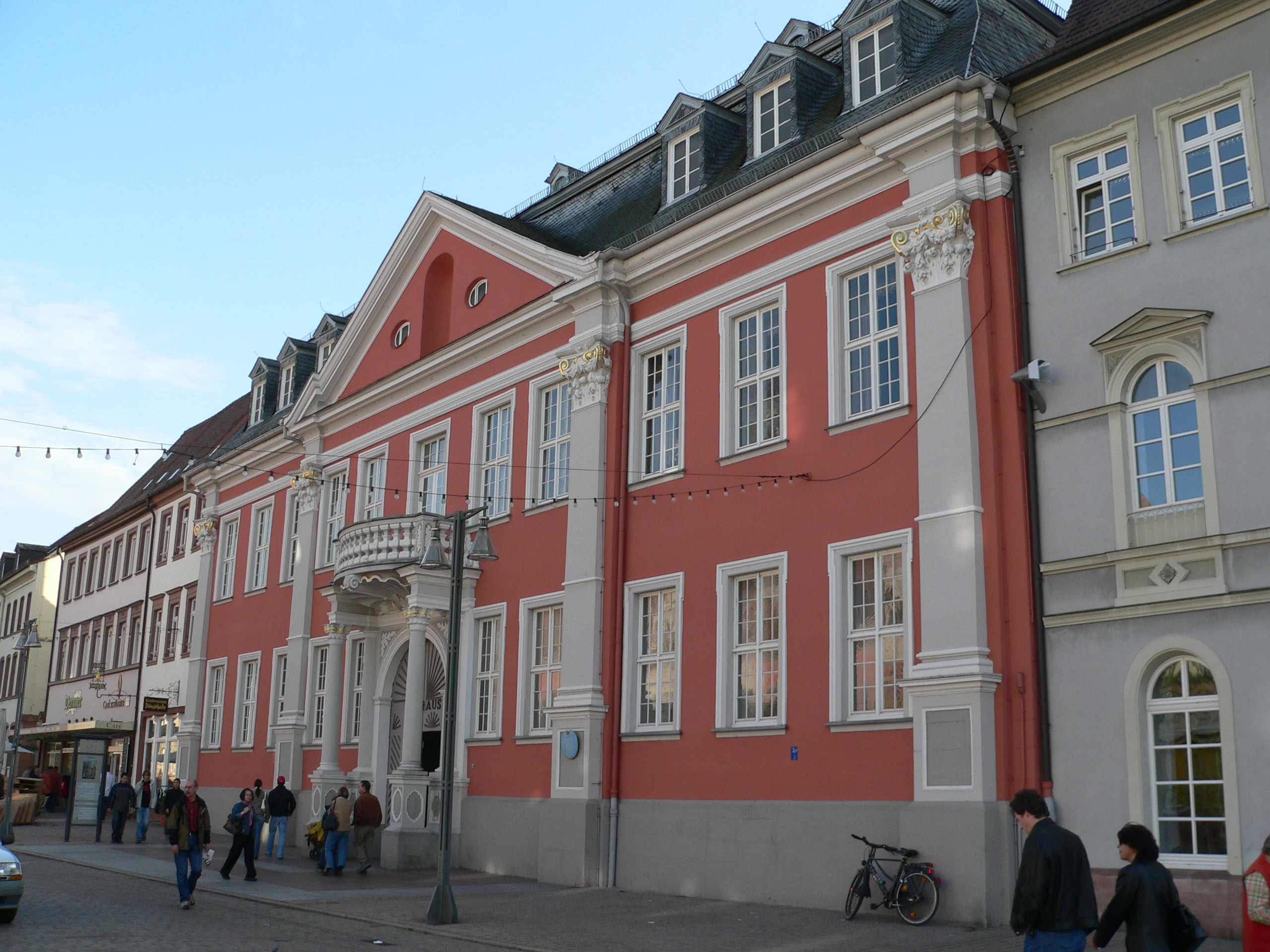
Ратуша
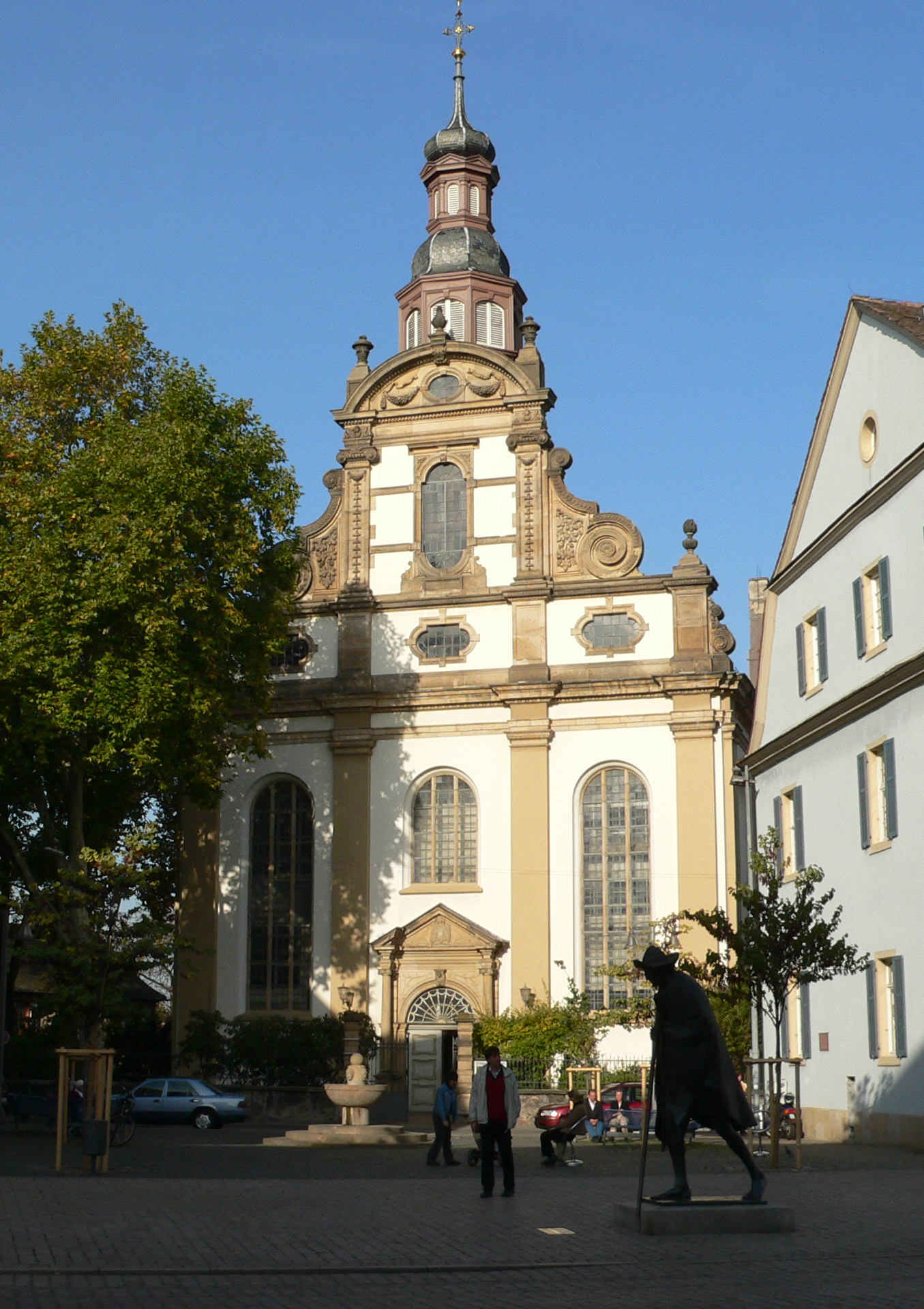
Церква Святої Трійці
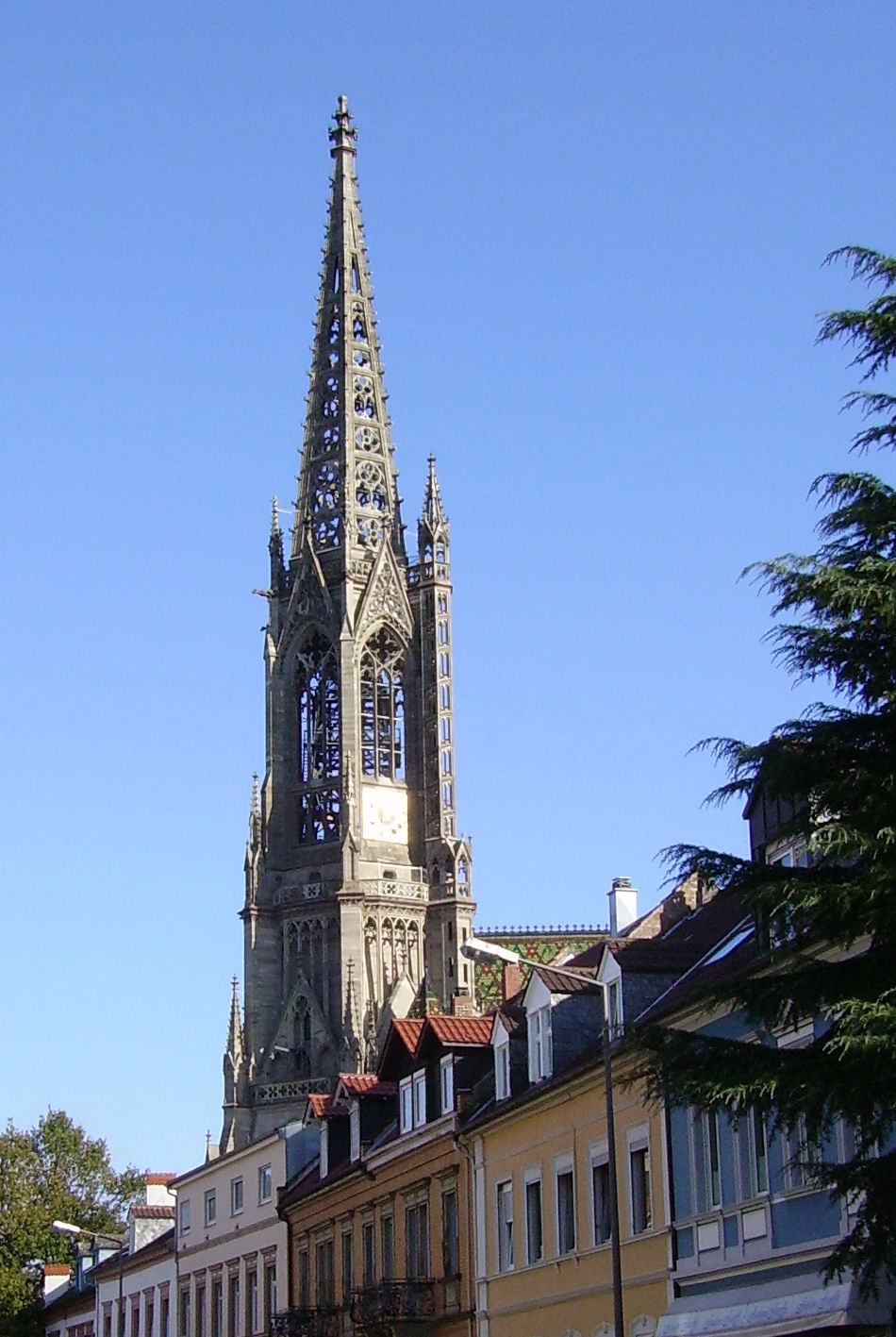
Меморіальна церква Протестації